# Теория рэкетных чувств
Рэкетное чувство (от англ. Racket) — в психологии, особенно в рамках транзакционного анализа, это замещающее чувство, которое подменяет собой аутентичные эмоции, потребности или переживания. Рэкетные чувства возникают как результат социального обучения и часто используются для манипуляции окружающими или избегания конфликтов.

## Сущность теории рэкетных чувств
В транзакционном анализе проводится чёткое различие между аутентичными эмоциями и рэкетными чувствами. Для их различения выделяются несколько ключевых признаков.

### Первый признак: базовые эмоции
Согласно исследованиям, существует четыре основные аутентичные эмоции:
1. Счастье — возникает в ответ на позитивные события или воспоминания и связано с чувством благополучия и удовлетворения.
2. Страх/удивление — реакция на угрозу, которая может вызвать ступор или желание убежать.
3. Печаль — возникает при потере и способствует завершению ситуации.
4. Гнев/отвращение — реакция на препятствие, которое мешает достижению цели, и побуждает к активным действиям.

Рэкетные чувства, напротив, многообразны и включают такие эмоции, как смущение, ревность, депрессия, вина, обида, растерянность, фрустрация, беспомощность, отчаяние и другие. Они не являются базовыми и часто служат для маскировки истинных эмоций.

### Второй признак: функциональность
Аутентичные чувства помогают решить проблему в текущий момент. Например, страх предупреждает об опасности, а гнев мотивирует устранить препятствие. Рэкетные чувства, напротив, не способствуют решению проблем и часто усугубляют ситуацию.

### Третий признак: временная связь
Джон Томпсон предложил рассматривать аутентичные чувства в контексте времени:
- Гнев помогает решить проблему в настоящем.
- Страх связан с будущим и предупреждает о возможных угрозах.
- Печаль позволяет завершить прошлое и отпустить утрату.
- Радость не имеет временных границ и сигнализирует о благополучии.

###### Пример рэкетного чувства
Рассмотрим пример из жизни:
Евгений, 40-летний юрист, находился в командировке на поезде. Выйдя в тамбур, он почувствовал запах гари и дыма. Вместо того чтобы испытать аутентичный страх и немедленно действовать, он заменил его на спокойствие, убедив себя: «Я мужчина, не буду паниковать, как женщина». В результате Евгений не предпринял своевременных действий, что привело к серьёзным ожогам и потере важных документов.
Этот пример иллюстрирует, как замещение аутентичного чувства рэкетным может привести к негативным последствиям.

## Решение проблемы
Психотерапевты предлагают два основных подхода к работе с рэкетными чувствами, которые также могут быть полезны в воспитании детей.

#### Пример из практики
В семье две дочери-погодки — Катя и Ксения. Обе чувствительны к нарушению своих границ. Однажды Ксения взяла без спроса любимую вещь Кати. Катя, разгневавшись, ударила сестру. Бабушка, вмешавшись, сказала: «Ты же девочка, драться нельзя», — тем самым запретив проявление гнева. Она предложила стратегию: «Все споры надо решать мирно».

#### Первая стратегия: разделение чувств и действий
Родитель может сказать: «Я вижу, что ты сердишься на Ксению, но бить её нельзя». Таким образом, чувство гнева принимается, но запрещается агрессивное поведение. Ребёнку предлагаются альтернативные способы выражения эмоций, например, крик, использование «груши» для выплеска гнева.

#### Вторая стратегия: поиск новых способов взаимодействия
Девочки учатся выражать свои чувства цивилизованно. Катя может сказать: «Мне не жалко дать тебе свою вещь, но в будущем прошу не брать её без разрешения». Это позволяет избежать запрета на эмоции и способствует построению более здоровых отношений.